# Nipgrävare
Nipgrävare (Dyschirius politus) är en skalbaggsart som först beskrevs av Pierre François Marie Auguste Dejean 1825.  Nipgrävare ingår i släktet Dyschirius, och familjen jordlöpare. Arten är reproducerande i Sverige.